# 진보 이씨
진보 이씨(眞寶李氏)는 경상북도 청송군 진보면을 본관으로 하는 한국의 성씨이다. 혹칭 진성 이씨(眞城李氏)라 한다.

## 역사
시조 이석(李碩)은 고려 충렬왕 때 진보현(眞寶縣) 아전(衙前으로 생원시(生員試)에 합격하고, 아들 송안군 이자수(李子脩)가 귀하게 되어 봉익대부밀직사(奉翊大夫密直司)에 추봉되었다.
《시조 묘갈명》에 따르면 그의 맏아들 이자수가 1330년(충혜왕 즉위년) 문과에 급제하고 1362년(공민왕 11)에 통헌대부 판전의시사로 홍건적의 난을 평정하여 그 공으로 안사공신(安社功臣)에 녹권되고 송안군(松安君)에 봉해지고, 아버지 이석(李碩)은 봉익대부 밀직사에 추봉되었다고 하였다. 이후 후손들이 이석(李碩)을 시조로 하고 진보를 본관으로 삼았다.
장남 송안군 이자수(李子修)는 만년에 진보현를 떠나 안동 주촌(周村)으로 이거하여 살게 되었으며, 차남 이자방(李子芳)은 그대로 진보현에 살았다.
송안군 이자수의 장남 이운구(李云具)는 공조참의이고, 차남  이운후(李云侯)는 군기시부정이다. 이운후의 아들 이정(李禎)은 선산 부사이며, 손자 이계양(李繼陽)은 진사시에 합격한 뒤 예안현 온계리로 이거하여 자녀들을 가르치니 크게 현달하여 벌족을 이루고 크게 번성하였다. 이계양의 장남 이식(李埴)은 진사이고, 차남 이우(李堣)는 형조참판 강원도 관찰사를 지냈다. 이식(李埴)은 7남 1녀를 두었는데 5남 이해(李瀣)는 예조참판을 역임하고, 7남 퇴계 이황(李滉)는 조선시대 문묘와 종묘에 동시에 배향된 재상이자 대성리학자이다. 이우(李堣)의 5대손 이명익(李溟翼)은 대사간, 충청도관찰사 등을 역임하여 가문을 빛냈다.

## 분파
- 송안군 이자수 후예
  - 참의공 이운구 후예
    - 동막파(東幕派) : 파조 5세 이희담(李希聃)
    - 은풍파(殷豊派) : 파조 5세 이여담(李如聃)
    - 병방파(並方派) : 파조 5세 이종담(李從聃)

  - 부정공 이운후 후예
    - 주촌파(周村派) : 파조 5세 이우양(李遇陽)[6]
    - 망천파(溫惠派) : 파조 5세 이흥양(李興陽)
    - 온혜파(溫惠派) : 파조 5세 이계양(李繼陽)
      - 온계파(溫溪派) : 파조 7세 이해(李瀣)
      - 상계파(上溪派) : 파조 7세 이황(李滉)
      - 송당파(松堂派) : 파조 6세 이우(李堣)
- 이자방 후예[7]
  - 진보 후평파(後平派) : 파조 5세 이선호(李善浩)

## 인물
- 이정(李禎) : 평안도 영변의 판관(判官) 재임하며 산성을 쌓아 여진족의 침입을 막는 데 크게 기여, 한산 ·  선산부사 역임, 사불천위
- 이계양(李繼陽) : 호 노송정(老松亭), 사마시 합격, 단종 폐위에 벼슬에 뜻을 두지 않고 은거, 아들 아들 이우(李堣)가 중종 반정에 공을 세워 이조참판 진성군에 추증된 학자
- 이우(李堣) : 호 송재(松齋), 부승지로 입직 날 중종 반정이 일어나자 이에 가담하여 그 공로로 정국공신(靖國功臣)에 녹훈되고 청해군(靑海君)에 봉해졌다. 우부승지로 승진되고 경연참찬관(經筵參贊官)을 겸하였다. 동지중추부사, 형조참판, 강원도관찰사 안동부사 등을 역임한 문신이다.
- 이해(李瀣) : 호 온계(溫溪), 조선 전기 대사헌, 대사간, 예조참판 등을 역임한 문신, 이황(李滉)의 형, 예조판서 추증, 시호 정민(貞愍)
- 이황(李滉) : 호 퇴계(退溪), 조선 전기 성균관대사성, 대제학, 우찬성, 지경연 등을 역임한 문신. 성리학을 집대성한 대학자, 문묘 배향
- 이영도(李詠道) : 호 동암(東巖), 이황의 손자, 조선 후기 현풍 현감, 익산 군수, 원주 목사 등을 역임한 문신
- 이명익(李溟翼) : 호 반초당(反招堂), 문과 급제, 조선 후기 대사간, 충청도관찰사 등을 역임한 문신
- 이동표(李東標) : 호 나은(懶隱), 조선 후기 성균관 전적, 홍문관 부수찬, 양양 현감 등을 역임한 문신 학자
- 이종수(李宗洙) : 호 후산(后山), 조선 후기 『근사록어류집록』, 『주자감흥시제가집해』,『퇴계시집차의』 등을 저술한 학자
- 이육사 : 일제 강점기 의열단 등에서 항일무장투쟁을 전개한 독립운동가, 『청포도』 · 『광야』 등을 저술한 시인,
- 이병하 : 판사, .제4·5대 국회의원, 제12대 법무부장관 등을 역임한 법조인 · 정치인

## 항렬자
- 주촌종파

| 15세                               | 16세                                                    | 17세                                             | 18세                                            | 19세                               | 20세                                                      | 21세                                      | 22세                                    | 23세                               | 24세                                    | 25세                                             | 26세                                    | 27세                               | 28세                                    |
| ---------------------------------- | ------------------------------------------------------- | ------------------------------------------------ | ----------------------------------------------- | ---------------------------------- | --------------------------------------------------------- | ----------------------------------------- | --------------------------------------- | ---------------------------------- | --------------------------------------- | ------------------------------------------------ | --------------------------------------- | ---------------------------------- | --------------------------------------- |
| 태(台) 효(孝) 정(廷) 도(道) 인(寅) | ○서(瑞) ○백(白) ○춘(春) ○약(若) ○증(曾) ○호(好) ○빈(彬) | 국(國) 현(顯) 종(宗) 민(民) 추(樞) 석(石) 중(重) | ○주(周) ○강(綱) ○노(老) ○관(觀) ○장(章) ○항(恒) | 형(亨) 시(時) 대(大) 곤(坤) 재(在) | ○金(부수) ○의(宜) ○호(鎬) ○석(錫) ○원(元) ○진(鎭) ○헌(憲) | 연(淵) 태(泰) 호(浩) 낙(洛) 승(承) 신(新) | ○걸(杰) ○동(東) ○수(樹) ○상(相) ○식(植) | 용(容) 희(熙) 현(炫) 섭(燮) 환(煥) | ○재(載) ○기(基) ○면(冕) ○정(正) ○준(埈) | 준(俊) 양(亮) 용(鏞) 문(文) 종(鍾) 원(元) 필(弼) | ○영(永) ○순(淳) ○철(澈) ○구(求) ○택(澤) | 근(根) 영(榮) 표(杓) 극(極) 환(桓) | ○묵(默) ○찬(燦) ○혁(爀) ○엽(燁) ○훈(勳) |

## 인구
- 1985년 14,428가구 58,877명
- 2000년 20,890가구 66,407명
- 2015년 77,574명